# Roppa nigrolineata
Roppa nigrolineata är en fjärilsart som beskrevs av Carpenter 1895. Roppa nigrolineata ingår i släktet Roppa och familjen tandspinnare. Inga underarter finns listade.